# Lucio Silla

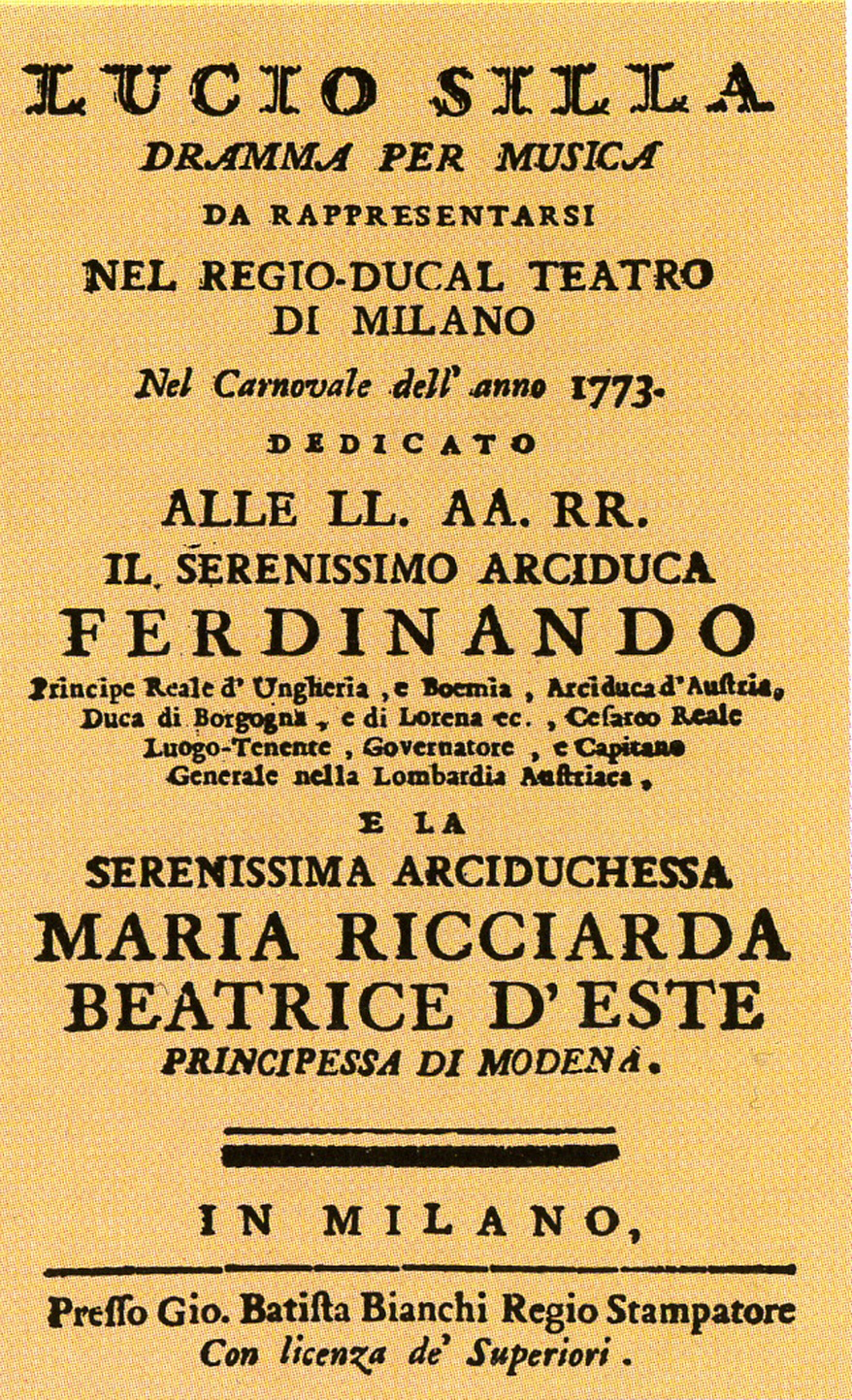

Lucio Silla, K. 135 là vở opera 3 màn của nhà soạn nhạc người Áo Wolfgang Amadeus Mozart. Tác phẩm có lời được viết bởi Giovanni de Gamerra. Vở opera được trình diễn lần đầu tiên vào ngày 26 tháng 12 năm 1772 tại Teatro Ducale, Milan, Ý. Buổi biểu diễn được đánh giá là có "thành công vừa phải". Thành công của vở opera này đã đặt dấu mốc thắng lợi cho Mozart trong lần thứ ba công diễn tại đất nước hình chiếc ủng.